# Cirene

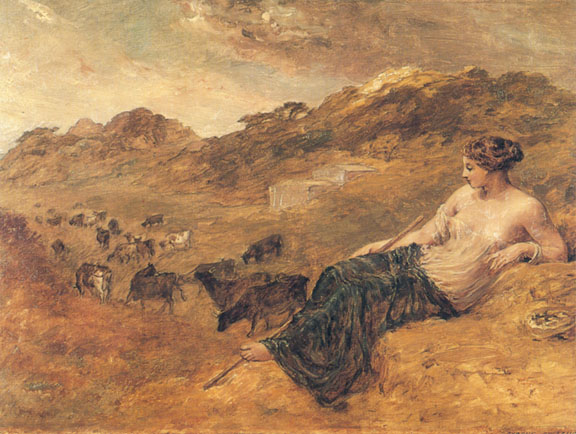
Cirene e gado - Edward Calvert

Cirene, na mitologia grega, era uma bela filha de Hipseu, filho de Peneu, foi raptada por Apolo e foi mãe de Aristeu, o apicultor.
Cirene era uma jovem muito bela, e foi raptada pelo deus Apolo, que se apaixonou ao vê-la enfrentar à unha um leão que atacava os rebanhos de seu pai, Hipseu, rei dos Lápitas.[carece de fontes?]
Apolo levou Cirene para a Líbia, onde ela deu à luz Aristeu. No local onde Aristeu nasceu, Apolo, mais tarde, fundou a cidade de Cirene.